# Санибал Ораховац
Санибал Ораховац (рођен 12. децембра 1978. у Подгорици) је бивши црногорски фудбалер. Играо је на позицији нападача.

## Трофеји
Црвена звезда
- Првенство Србије и Црне Горе (1) : 2003/04.
- Куп СР Југославије (1) : 2001/02.
- Куп Србије и Црне Горе (1) : 2003/04.